# Diamant Chah
Pour les articles homonymes, voir Chah.
Le Chah est un diamant blanc originaire des mines du Golconde en Inde, actuellement conservé au palais des Armures à Moscou.

## Description et histoire
Le diamant Chah pesait originellement 95 carats. La gemme, de forme oblongue, qui possède une très légère teinte jaune, du fait de la présence d'oxyde de fer, a été découverte dans les mines du Golconde (actuelle Telangana, au sud de l'Inde). La date exacte de sa découverte n'est pas connue. Le premier propriétaire identifiée est Nizām Shāh, en 1591. Ce souverain appartient à la dynastie qui régnait sur le sultanat de d'Ahmadnagar. Peu après cette date, la gemme est taillée et on lui donne 15 facettes pour un poids final de 88,7 carats (18 g). Le diamant était porté au cou du souverain. Sur l'une des facettes, ont été gravés en persan les noms de trois souverains et d'une date pour chacun d'entre eux, la date étant celle du calendrier de l'Hégire :
- Nizām Shāh, 1000 (c. 1591) ;
- Jahān Shāh, 1051 (c. 1641) ;
- Fath 'Alī Shāh, 1242 (c. 1826)

En 1591, Akbar, à la tête de l'Empire moghol envahit le sultanat de d'Ahmadnagar ; il est peut-être à l'origine de la taille actuelle du diamant. L'un de ses descendant, Shâh Jahân, est le commanditaire de la seconde inscription qui apparaît sur l'une des facette : Shâh Jahân fils de Shāh Jahângîr, 1051. Son fils, Aurangzeb, suspend le diamant au dessus de son trône, l'enchâssant en une monture composée de rubis et d'émeraudes. Durant un séjour à la cour du souverain, l'explorateur et marchand Jean-Baptiste Tavernier en rapporte la description suivante : « Au dessus du trône qui fait face à la cour, on peut voir un joyau constitué d'un diamant pesant environ 80 à 90 carats, entouré de rubis et d'émeraudes, et lorsque le roi est assis, il a le joyau bien en vue ». Pour cette raison, il est également surnommé le « diamant du trône ». Le joyau est transféré à Lahore en 1715, et y demeure jusqu'en 1738.
En 1738, Nader Chah envahit l'Inde, s'empare de la pierre et la ramène en Iran. Le chah de Perse Fath Ali Chah Qadjar y fait graver en 1826 l'inscription suivante : Le chef des Qājār Fath 'Alī Shāh Sultān. année 1242. 
En 1829, l'écrivain et diplomate russe Alexandre Griboïedov est assassiné à Téhéran. Le Gouvernement de la Russie impériale exige une enquête et un châtiment exemplaire, ainsi que réparations. En réponse, le Chah Fath 'Alī délègue à Saint-Pétersbourg, son petit-fils, le prince Khosrow Mirza, où il offre à Nicolas Ier le « diamant du trône ». Le présent fut placé parmi les joyaux de la couronne au palais d'Hiver, où il se trouvait encore le 2 mars 1917, au moment de la chute de la monarchie russe,.
Il est depuis 1967 conservé au palais des Armures et exposé dans l'aile réservée à six autres joyaux de la couronne impériale (Алмазный фонд).
Il de doit pas être confondu avec le diamant Chah Akbar, d'un poids de 73,6 carats, portant également des inscriptions, et anciennement propriété d'Akbar, était entre les mains en 1926 de Sayājī Rāo Gaekwāḑ III, prince du Baroda (Inde) puis de ses descendants, et ce, jusqu'en 1998.   
Le Chah et le Chah Akbar sont les deux seuls diamants d'Asie gravés.